# Gaëtan Haas
Gaëtan Haas (* 31. ledna 1992, Biel) je švýcarský lední hokejista, útočník. Od roku 2021 je hráčem klubu EHC Biel, kde rovněž hokejově vyrůstal a působil zde již v letech 2006 až 2017. Švýcarskou nejvyšší soutěž si zahrál i za SC Bern, s nímž se v roce 2019 stal mistrem Švýcarska. Dvakrát byl zařazen do all-stars švýcarské ligy (2018, 2019). Ve dvou sezónách zkoušel kariéru v zámoří, NHL okusil v dresu Edmonton Oilers, odehrál v ní 92 zápasů v základní části a tři utkání přidal v play-off. Zaznamenal 13 kanadských bodů, z toho 7 branek. Se švýcarskou reprezentací získal stříbrnou medaili na mistrovství světa v roce 2018 a na světovém šampionátu v Česku roku 2024. Hrál i na MS 2016 (11. místo), 2017 (6. místo), 2019 (8. místo), 2023 (5. místo). Zúčastnil se rovněž dvou olympijských her, v Pchjongčchangu 2018 (10. místo) a v Pekingu roku 2022 (8. místo).